# Коста Начев
Коста Михайлов Начев е български офицер, полковник.

## Биография
Бил е командир на четиридесет и четвърти пехотен тунджански полк. От 1 октомври 1944 г. е назначен за командир на единадесети пехотен сливенски полк. В периода 5 февруари – 14 март 1945 г. е временно изпълняващ длъжността командир на трета пехотна балканска дивизия. Награждаван е с орден „За храброст“, IV степен, 1 клас. Уволнен от армията през 1946 г..